# 12 Eskadra Wywiadowcza (Krakowska)
12 Eskadra Wywiadowcza – pododdział lotnictwa rozpoznawczego Wojska Polskiego II RP.
9 stycznia 1919 roku na lotnisku rakowickim w Krakowie sformowana została 12 Eskadra Wywiadowcza. 30 marca tego roku jednostka została włączona do 9 Eskadry Wywiadowczej.